# L'Épiphanie
L'Épiphanie es una ciudad de la provincia de Quebec, Canadá. Está ubicada en el municipio regional de condado de L'Assomption y a su vez, en la región administrativa de Lanaudière. Hace parte de las circunscripciones electorales de Rousseau a nivel provincial y de Repentigny a nivel federal.

## Geografía
L'Épiphanie se encuentra ubicada en las coordenadas 45°51′00″N 73°29′00″O / 45.85000, -73.48333. Según Statistics Canada, tiene una superficie total de 2,26 km² y es una de las 1135 municipalidades en las que está dividido administrativamente el territorio de la provincia de Quebec.

## Demografía
Según el censo de 2011, había 5353 personas residiendo en esta ciudad con una densidad poblacional de 2367,9 hab./km². Los datos del censo mostraron que de las 4606 personas censadas en 2006, en 2011 hubo un aumento poblacional de 747 habitantes (16,2%). El número total de inmuebles particulares resultó de 2110 con una densidad de 933,63 inmuebles por km². El número total de viviendas particulares que se encontraban ocupadas por residentes habituales fue de 2046.